# بوبانا كليكوفاتش
بوبانا كليكوفاتش مواليد 19 يوليو 1995 في ستنيي، الجبل الأسود، هي لاعبة كرة يد مونتينيغرية تلعب كمحور. مثلت منتخب الجبل الأسود لكرة اليد للسيدات.

## سجل المنافسة
شاركت في البطولات التالية:
- بطولة أوروبا لكرة اليد للسيدات 2016

## روابط خارجية
- بوبانا كليكوفاتش على موقع الاتحاد الأوروبي لكرة اليد (الإنجليزية)